# Фелдшпат
Фелдшпатът принадлежи към групата на скалообразуващите минерали. Използва се предимно в индустрията, свързана с производството на стъкло.

## Приложение на продукта
Фелдшпатът е ценна съставка в сместа за приготвяне на стъкло и представлява 10 до 15% от дозата. Използва се заради алуминия, който съдържа, както и способността му да действа като спойка.
Частта на алуминия е над 19%, което спомага на произведеното с него стъкло да устои на термален шок. Фелдшпатът като спойващ агент позволява на производителя на стъклото да намали температурата на кипене на кварца и му позволява да контролира вискозитета на готовото стъкло.
Фелдшпатът може да се използва и в производството на бои, пластмаси, керамични плочки и глазури.

## Състав
| Съставка | Съдържание |
| -------- | ---------- |
| Al2O3    | 19,92 %    |
| SiO2     | 67,52 %    |
| Na2O     | 10,73 %    |
| LOI      | 0,28 %     |